# Samuel Balto
Samuel Johannesen Balto, född 1861, död 1921, var en norsk-samisk upptäcktsresande. Han var en av medlemmarna i Fridtjof Nansens expedition till Grönland 1888–1889.

## Biografi
Samuel Balto var gift men hade inga barn.

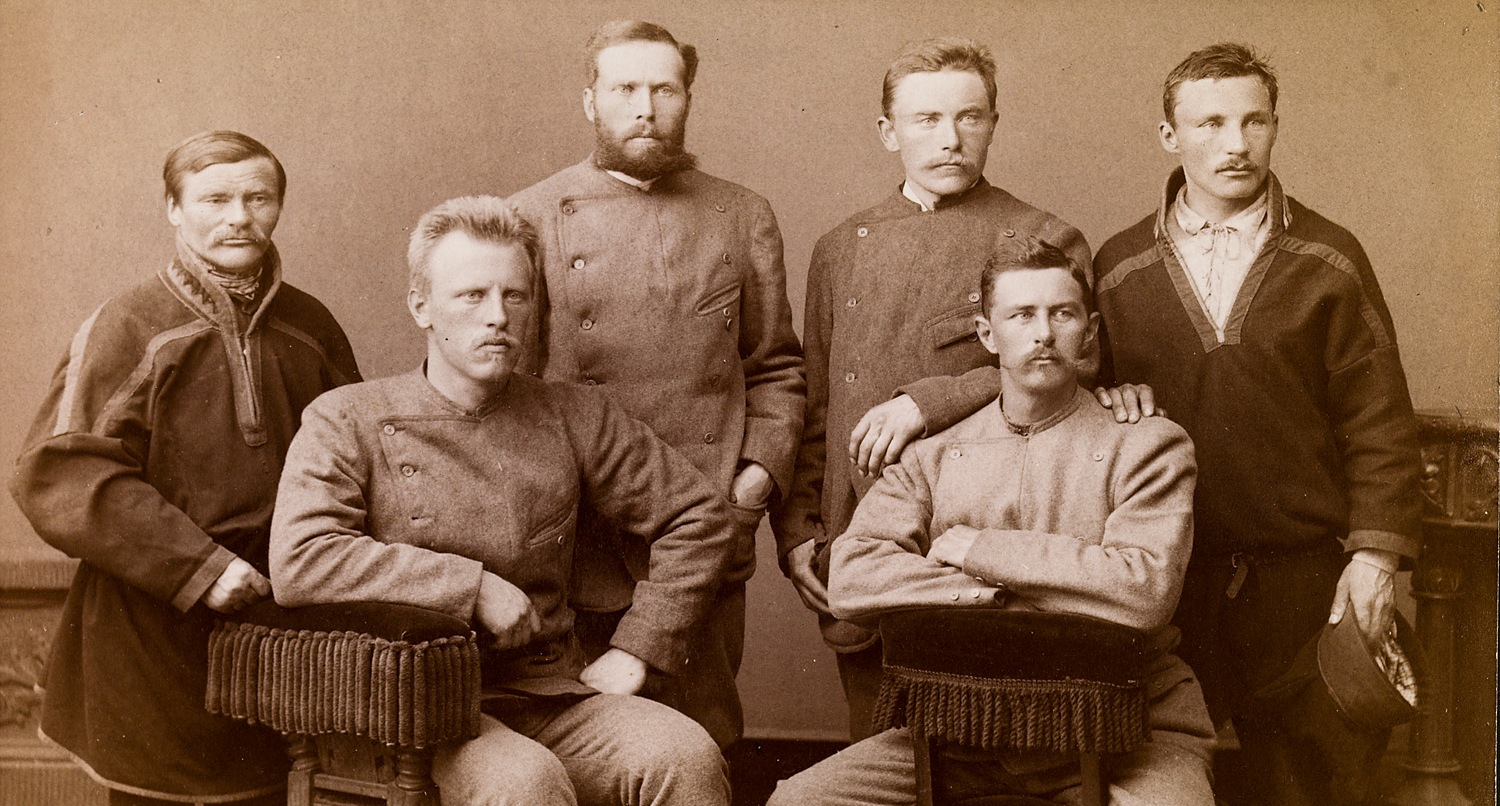
De sex medlemmarna i Grönlandsexpeditionen: Ole Nilsen Ravna, Fridtjof Nansen, Otto Sverdrup, Kristian Kristiansen (Trana), Oluf Christian Dietrichson och Samuel Balto.

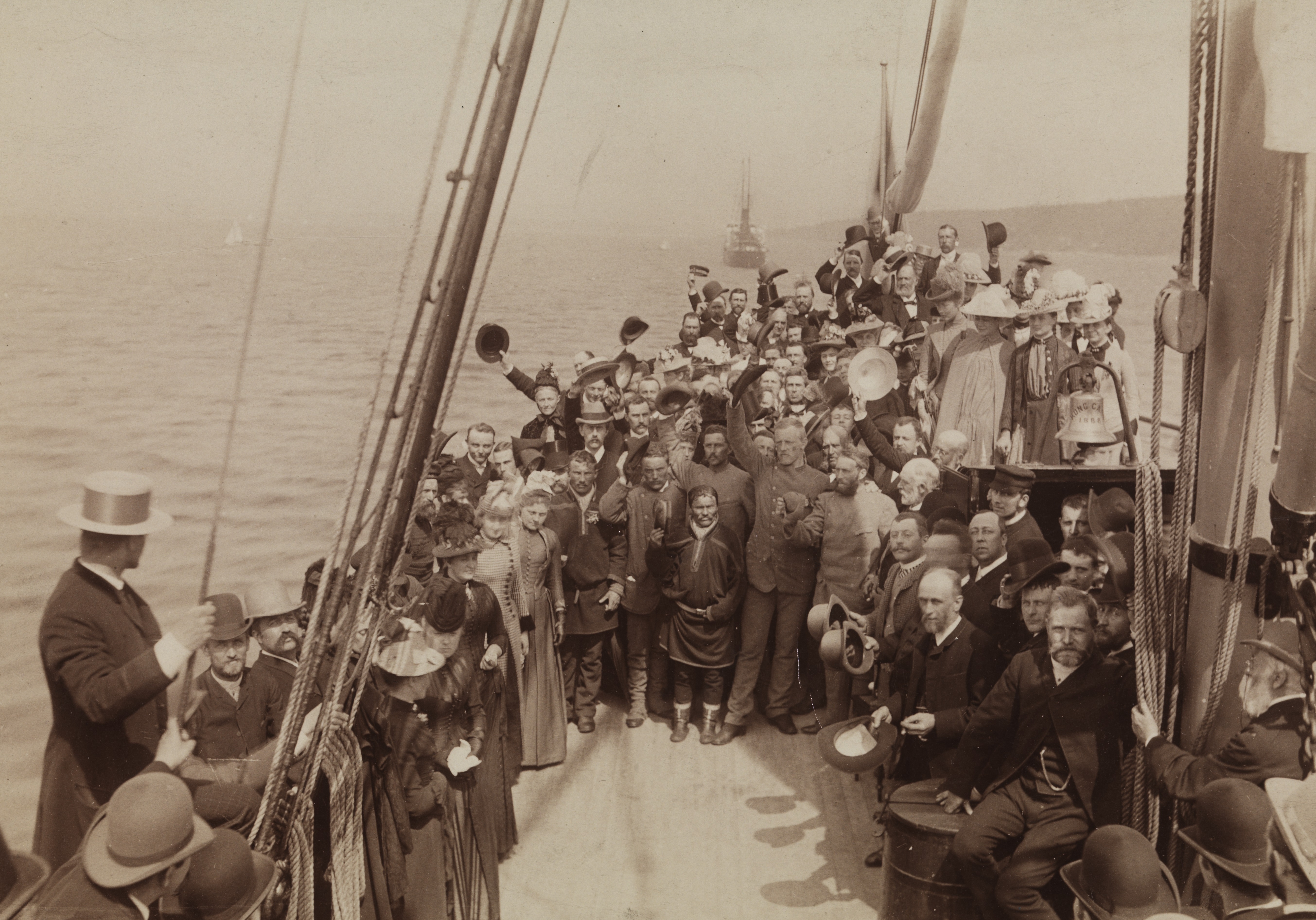
De sex medlemmarna i Grönlandsexpeditionen tillsammans med passagerare ombord på "Kong Carl" på väg hem till Kristiania 1889.

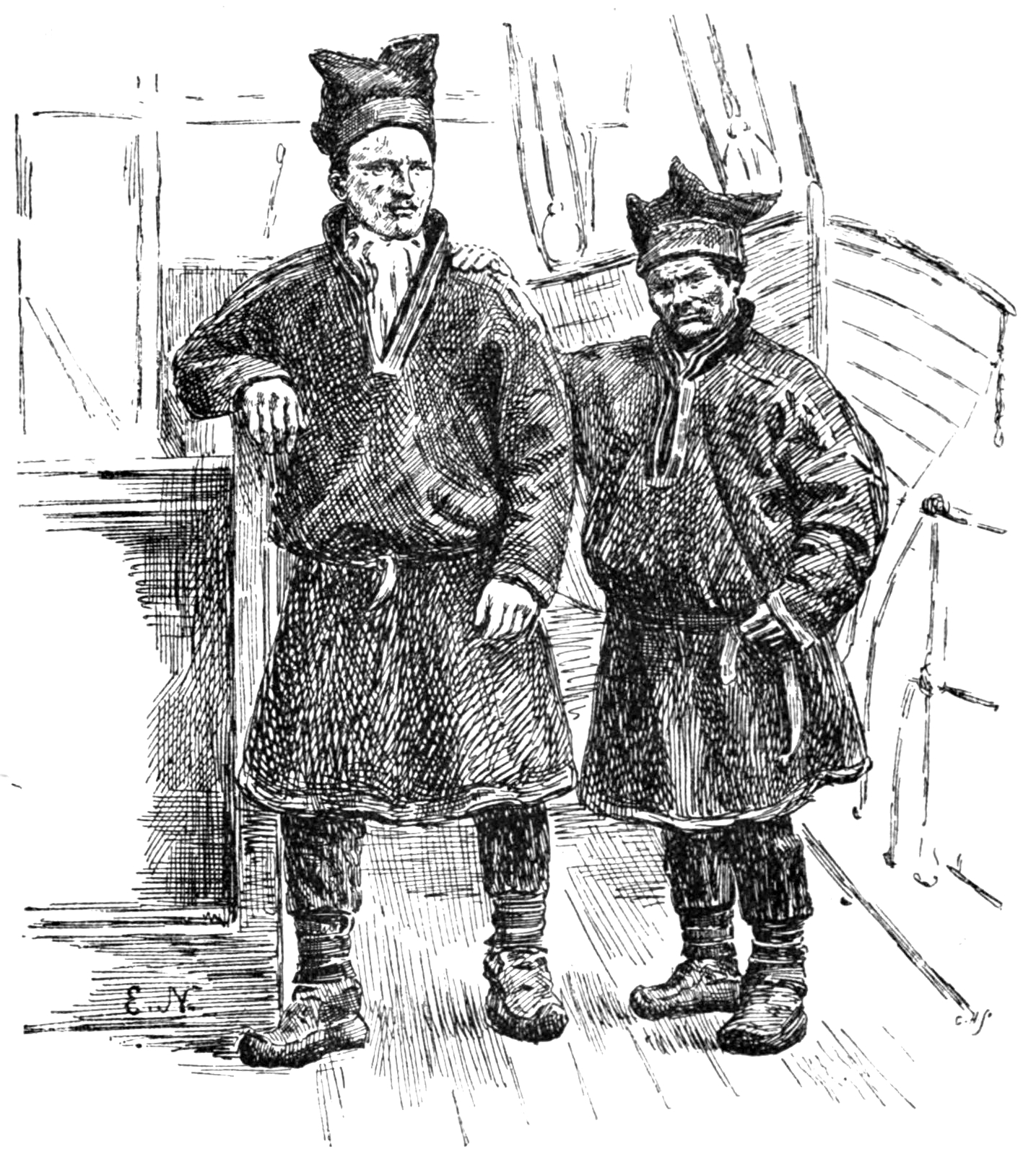
Samuel Balto (till vänster) tillsammans med Ole Nilsen Ravna (1890).

Han deltog i Fridtjof Nansens expedition till Grönland 1888–1889. Nansen ville ha med sig två samer på expeditionen då han ansåg att de skulle vara extra väl lämpade för en lång skidtur över snö och is. De övriga medlemmarna i expeditionen var sjömannen och polarforskaren Otto Sverdrup, officeren och polarforskaren Oluf Christian Dietrichson, den samiske renskötaren och äventyraren Ole Nilsen Ravna och polarforskaren Kristian Kristiansen (även kallad Trana). Expeditionen var den första att korsa Grönlands inlandsis på skidor, en sträcka från Umivik på ostkusten till Godthåb (nuvarande Nuuk) på västkusten.
När Nansens expedition anlände till Kristiania (nuvarande Oslo) 30 maj 1889 välkomnades de av en jublande folkmassa.
I Ođđasat visades ett inslag den 18 oktober 2011 om att det i Karasjok planeras ett monument över de två samiska medhjälparna till Grönlandsfararen Fridtjof Nansen. Dessa var Samuel Johannesen Balto och Ole Nilsen Ravna, båda födda i Karasjok. 1888 följde de med Nansen på upptäcktsfärd till Grönland. Balto följde sedan med till USA där han arbetade som renskötare och guldgrävare. Ravna återvände till renskötseln i Karasjok men företog ännu en resa till Grönland innan sin död.
Nansen tog många intryck från dessa mästare i att motstå kylan och sågs snart använda bällingskor, skor gjorda renens benpäls, då han åkte skidor.
Hunden Balto fick sitt namn efter Samuel Balto.

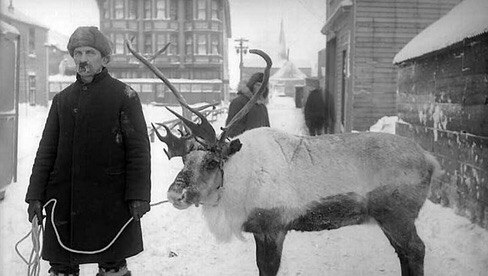
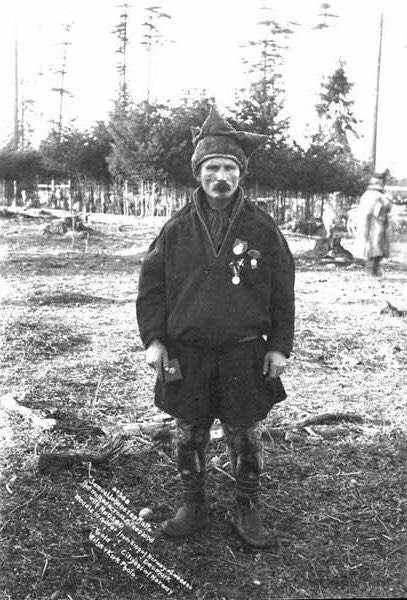
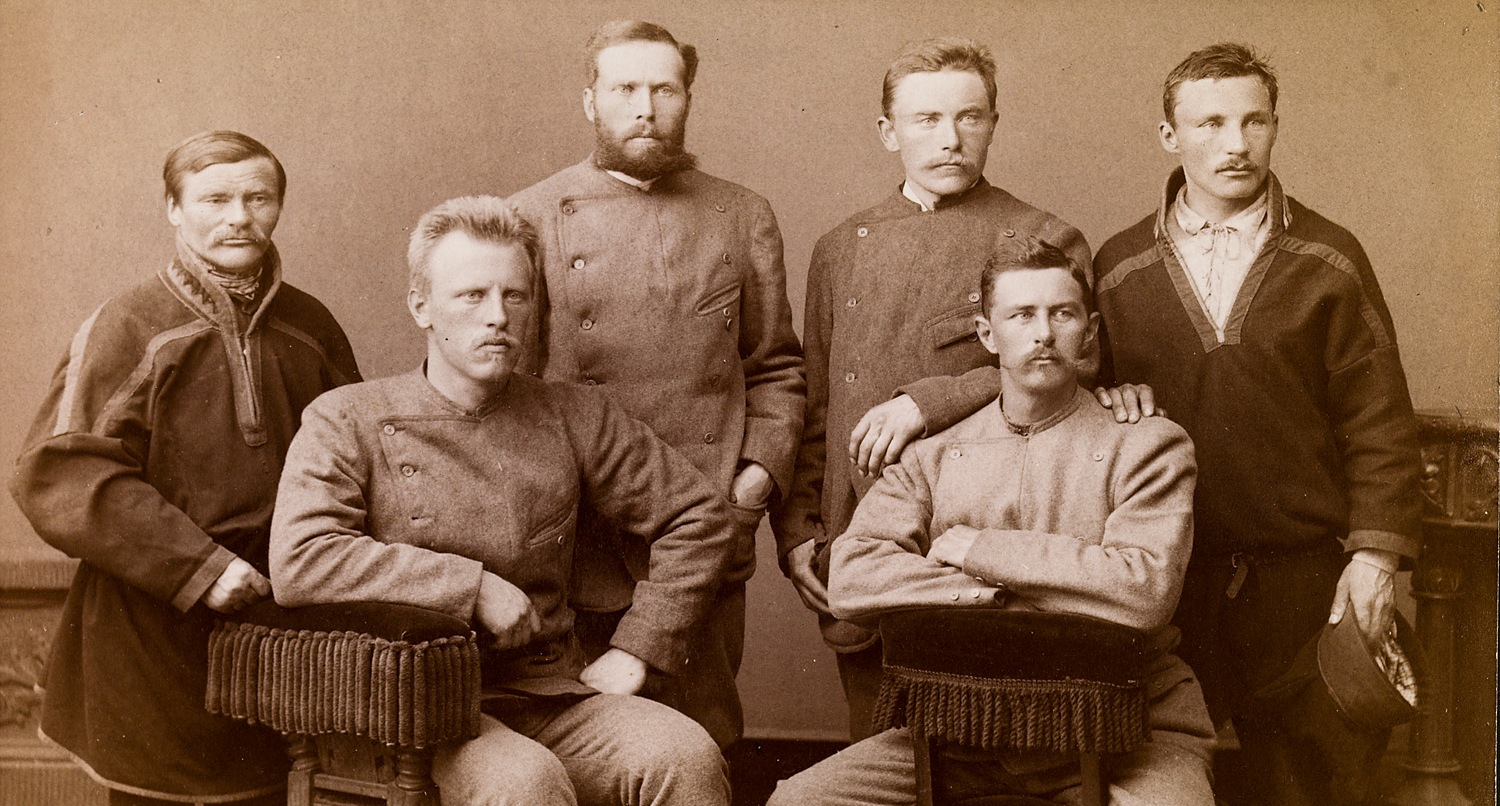
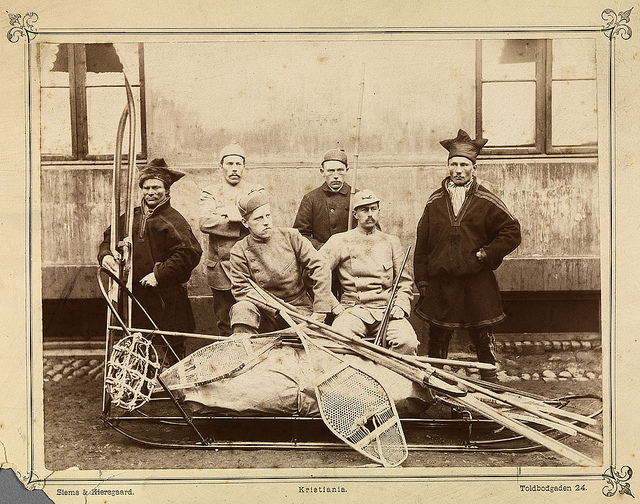
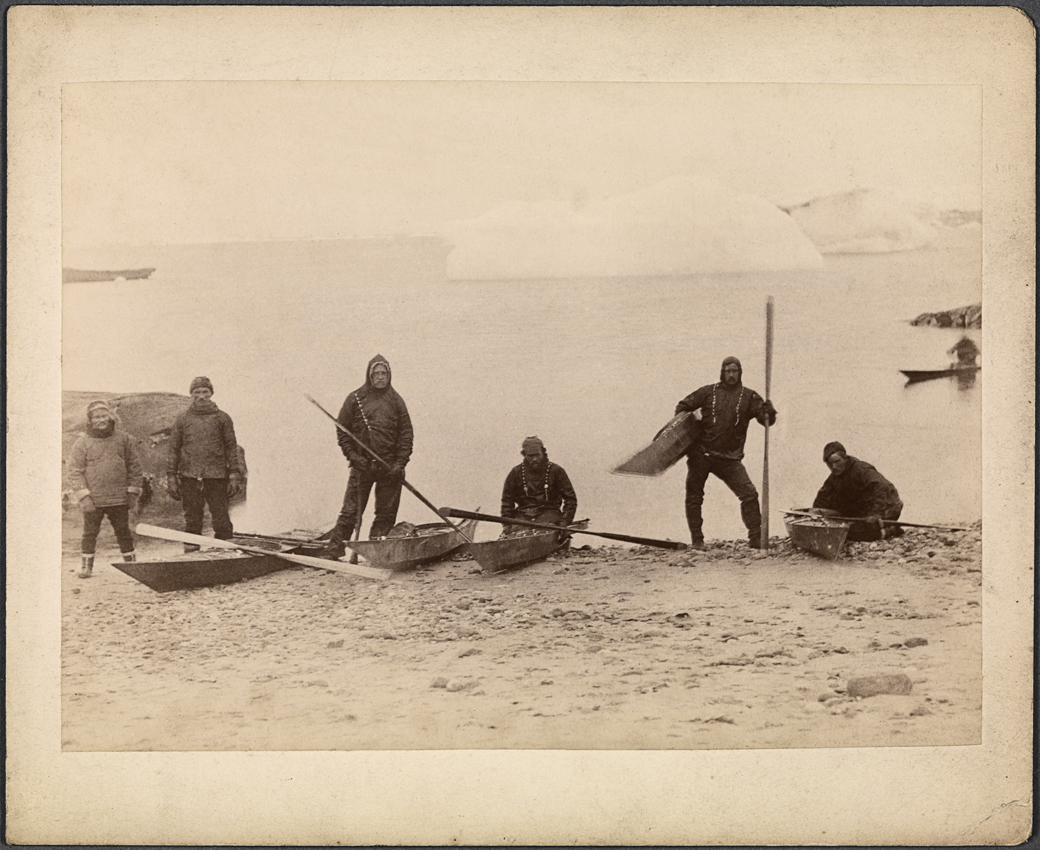
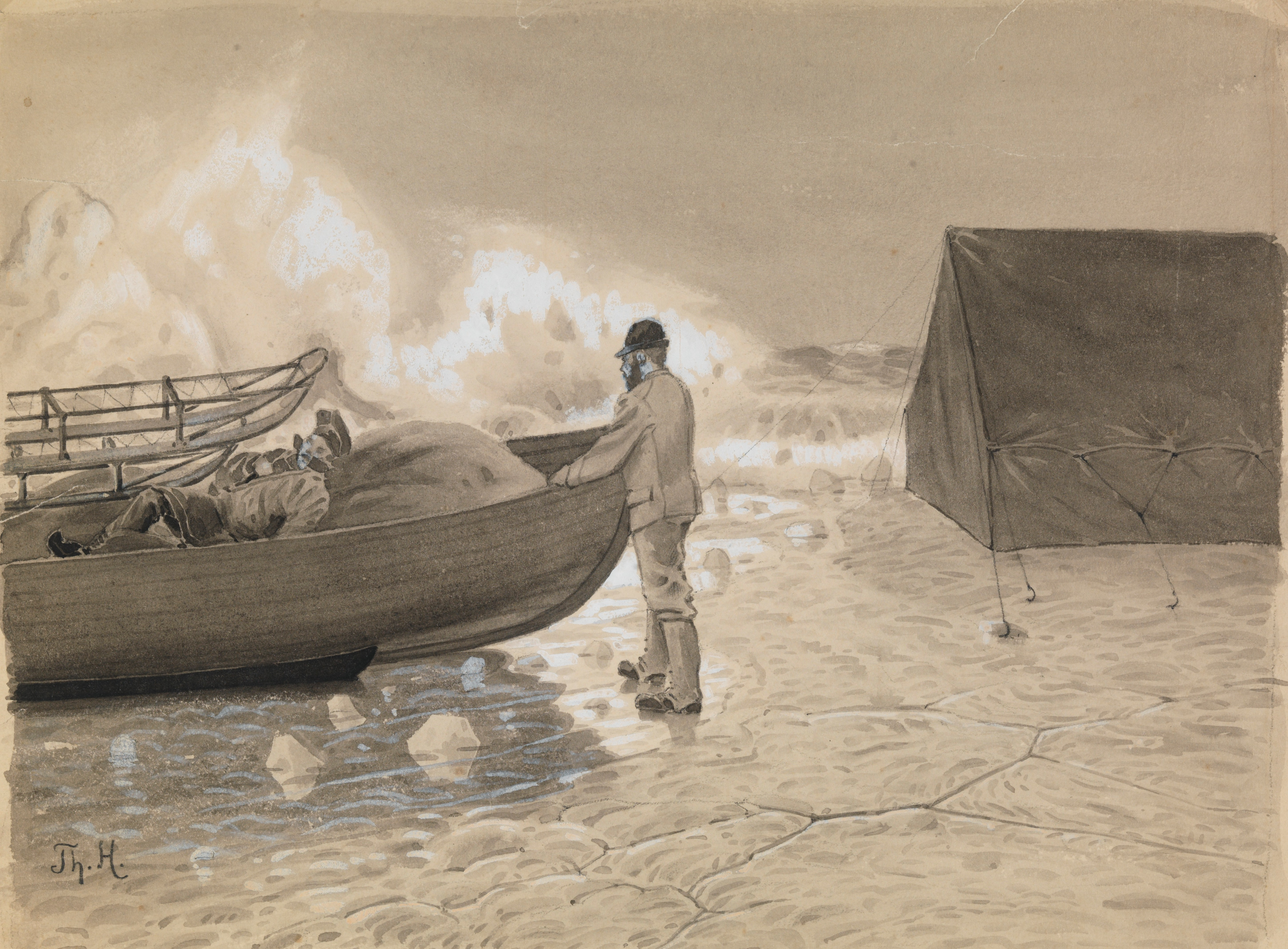
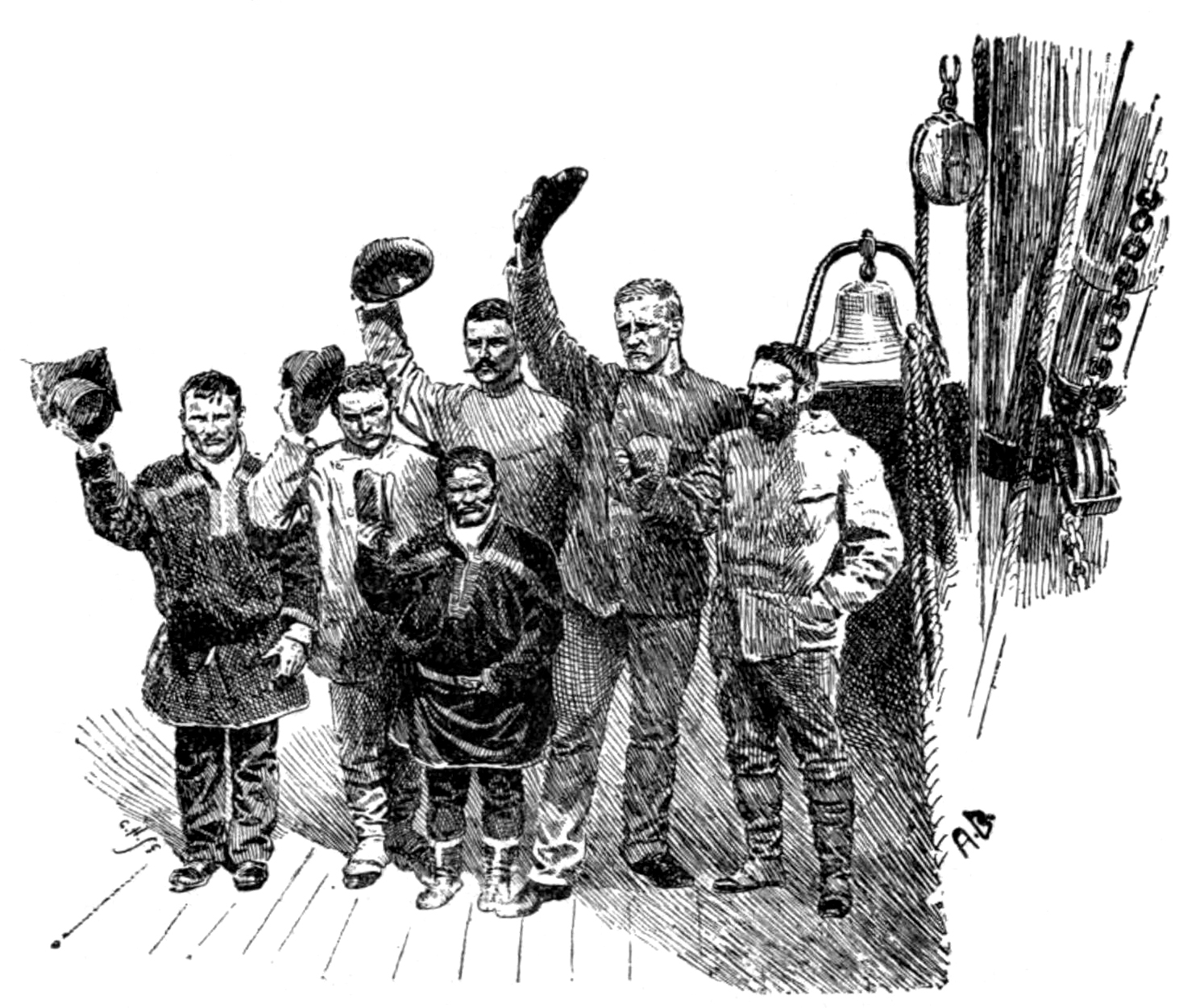